# Аргонавт (моллюск)
Аргонавт, или кораблик, или ботик обыкновенный (лат. Argonauta argo), — вид осьминогов из семейства Argonautidae.

## Описание
Тело самки размещается в тонкостенной, лишенной камер вторичной раковине, прикрепляемой к дорзальным рукам. Крупнейший представитель рода. Карликовые самцы и вовсе лишены раковины. Тело мясистое, плотное, овальной формы. Голова относительно не крупная, но с большими глазами. Руки сравнительно короткие с двумя рядами присосок. Присоски некрупного размера. Оба ряда присосок широко расставлены друг от друга. Наиболее крупные присоски находятся на дорзальных руках. Орган воронки состоит из одной V-образной дорзальной и двух удлинённых вентральных долей. Воронка очень длинная, ее передний конец значительно выдается за разветвление вентральных рук и достигает уровня третьей присоски. Умбрелла рудиментарна, аквифероусные поры и рудименты внутренней раковины полностью отсутствуют. Гектокотилизирована третья левая рука. Гектокотиль очень длинный, его дистальная часть кнутовидная, в зрелом состоянии он отрывается от тела самца и самостоятельно проникает в мантийную полость самки.
Раковина слабо уплощена с характерными «ушками». Максимальная длина раковины — 300 мм. Боковые ребра раковины хорошо выражены, многочисленны и располагаются тесно друг к другу. Количество ребер варьируется: чем крупнее особь — тем их количество выше. Бугры на раковине высокие. Окраска раковины белая, иногда с небольшой желтизной.

## Ареал
Тропическо-субтропический космополитический вид, встречающийся в мировом океане приблизительно до 35—43° с. ш. и ю. ш., также населяет Мексиканский залив, Карибское и Средиземное моря. Преимущественно дальненеритический (или нерито-океанический) вид.

## Биология
Теплолюбивый вид, обитающий в поверхностных водах. Взрослые особи держатся небольшими стайками, образованными, по-видимому, из представителей одного пола. Питаются преимущественно другими пелагическими моллюсками. Осеменение сперматофорное: несущее пакеты со сперматозоидами щупальце (гектокотиль) отрывается от тела самца и самостоятельно мигрирует в мантийную полость самки